# Nogometni klub Naklo
Nogometni klub Naklo je nekdanji slovenski nogometni klub iz Naklega. Ustanovljen je bil leta 1936, ukinjen pa leta 2010.

## Pred drugo svetovno vojno
Zgodovina nogometa v Naklem se pričenja še pred vojno leta 1936 in leta 1937 , ko so nogometaši pričeli s prvimi tekmami v okviru Športnega kluba Slovan. Tekmovali so v Ljubljanski nogometni ligi – gorenjska skupina. Po letu 1945 se je nogometna dejavnost nadaljevala, klub pa se je leta 1952 preimenoval v Telesno vzgojno društvo (TVD) Partizan. Vseskozi je bil klub aktiven in z vsemi kategorijami nastopal v gorenjskih ligah, nogomet pa je bil že v tistih letih najbolj razširjena športna dejavnost v Naklem, velik poudarek je bil namenjen vzgoji lastnih igralcev iz Nakla in okolice (Strahinj, Cegelnica, Pivka), enako pa velja tudi za trenerski kader.

## 1960-1980
V šestdesetih letih beležimo odmeven uspeh leta 1967, ko so člani osvojili prvenstvo Gorenjske, vendar zaradi finančne nezmožnosti niso prestopili v republiški rang tekmovanja (consko ligo). V osemdesetih letih je klub aktivno sodeloval pri uresničevanju portoroških sklepov, tako da je precej perspektivnih igralcev nastopalo v vseh selekcijah Gorenjske, od pionirske do članske ekipe, nekateri med njimi pa danes tudi nosijo dres našega kluba. Prav generacija mladincev letnik 1957-60, ki je v letih 1975-1979 dosegla uspehe v svoji kategoriji, je bila kasneje temelj uspehov članov v slovenskem prostoru.

## 1981-1990
Leta 1981 se je članski ekipi kot povsem rekreativni ekipi, ki je nastopala v gorenjski ligi, v pokalu uspelo uvrstiti celo v finale pokala Slovenije, kjer so izgubili proti Mariboru, na poti do finala pa jim je uspelo premagati med drugimi tudi Stol Kamnik, Mercator-Svoboda Ljubljana in ljubljansko armijsko ekipo, v katero so nastopali med drugimi Ivkovič, Savič, in drugi prvoligaški igralci.
V letu 1984 je naklanskim nogometašem uspel velik podvig. Po napornih kvalifikacijah se jim je uspelo uvrstiti v 2. slovensko nogometno ligo oz. t. i. OČL-zahod. V OČL-zahod so nastopali šest sezon in dosegli naslednje rezultate:
- 84/85 - 10. mesto; trenerja Zupan Franc in Voglar Sašo
- 85/86 – 8. mesto; trenerja Zupan Franc in Voglar Sašo
- 86/87 – 7. mesto; trenerja Zupan Franc in Voglar Sašo
- 87/88 – 4. mesto; trenerja Zupan Franc in Voglar Sašo
- 88/89 – 5. mesto; trenerja Zupan Franc in Voglar Sašo
- 89/90 – 2. mesto; trener Dolenc Valentin

Predvsem prvo leto nastopanja v OČL je minilo v krčeviti borbi za obstanek v ligi, delno tudi drugo sezono, preostala štiri leta nastopanja v OČL pa so pomenila vsakoletno izboljševanje igre in uvrstitve, sezona 89/90 pa je pomenila izpolnitev želja ter uvrstitev v 1. slovensko nogometno ligo. Že prvo leto nastopanja v SNL – sezona 90/91 so bili nogometaši Živila-Naklo presenečenje lige ter po prvem delu prvenstva uvrščeni celo na 4. mesto, na koncu prvenstva pa je bilo osvojeno 8. mesto.
Jesen 1990 je tudi pomembna prelomnica za nogomet v Naklem, ne samo zaradi uvrstitve v SNL, pač pa tudi zaradi dejstva, da je DO ŽIVILA postala generalni pokrovitelj kluba, brez tega pa bi klub težko uspešno nastopal v 1. SNL.

## 1991-1995
Sezona 91/92 je predstavljala nov mejnik za slovenski nogomet, saj so v enotni slovenski ligi zaigrali prav vsi slovenski klubi, zelo vidno vlogo pa je odigral NK Živila- Naklo. Uvrstitev po jesenskem delu na 3. mesto (trener Andrejašič Bogdan) v taki konkurenci je bila velik podvig, kar ja klubu prineslo tudi naslov športne ekipe Gorenjske po izboru časopisa in bralcev Gorenjskega Glasa za leto 1991. Ob koncu sezone so bili uvrščeni na 6. mesto.
V novi tekmovalni sezoni 92/93 je ekipo prevzel trener Branko Oblak, po jesenskem delu prvenstva pa je bila ekipa na 7. mestu. Prvenstvo so Naklanci končali na 4. mestu. Sezono 93/94 so Naklanci začeli dobro, a so kasneje popustili in prvenstvo končali na 8. mestu. V drugem delu sezone je trenerja Oblaka zamenjal Janez Zupančič.
Sezona 94/95 pa je prinesla izpad iz 1.SNL. Po slabem začetku sezone je trenerja Cukrova zamenjal Lazarevič, ki ni mogel preprečiti izpada v nižji rang tekmovanja. Zasedli so 14. mesto, ker pa se je liga skrčila iz 16 na 10 moštev, so Naklanci igrali kvalifikacije in po izidu 2:2 na gostovanju pri Primorju, doma izgubili z 0:1 in se poslovili od 1. SNL.

## 1995-2008
Sezona 95/96 je pomenila udejstvovanje v drugoligaški druščini, v kateri so Naklanci končali na 13. mestu. Sezona je pomembna tudi zato, ker se je poslovil generalni sponzor Živila in tudi zato, ker so se Naklanci spomladi po nekaj letih brezdomstva preseli na novo igrišče v Naklem pri poslovni stavbi Merkurja.
V jesenskem delu sezone 1996/97 je klub v 2. ligi še nekako preživel, vendar je bilo predvsem finančno breme preveliko in klub se je združil s Triglavom, saj je bil to edini način, da se na gorenjskem obdrži 2. liga. Tako je spomladi leta 1997 moštvo Triglav-Naklo igralo v kranju in zasedlo 11. mesto. V Naklem pa je ekipa Naklo-Triglav igrala v 3. ligi in zasedla končno 8. mesto.
Že naslednjo sezono 1997/98 pa je v Kranju v 2. ligi nastopal samo Triglav in bil prvi, v Naklem pa v 3. ligi samo NK Naklo in zaradi slabih predstav kot zadnji izpadel v Gorenjsko nogometno ligo.
Sezona 1998/99 je pomenila ogromno prelomnico v delovanju kluba, saj je od funkcionarjev v klubu ostal samo Porenta Franc, ki je okoli sebe zbral domače fante in ekipa je v tej sezoni zasedla 2. mesto v ligi. Od takrat NK Naklo nastopa v 1. GNL, razen v sezoni 2003/04 je izpadlo v 2. GNL, vendar se je takoj v naslednji sezoni NK Naklo vrnil v 1. GNL.

## Vidnejši igralci
Zgodovino kluba so najbolj zaznamovali naslednji igralci: Fuchs Franc, Žontar Ciril, Križaj Boris, Križaj Janez, Količ Brane, Jošt Dane, Jošt Darjan, Jošt Andrej, Marinšek Marjan, Jelovčan Tomaž, Bohinc Janez, Lunar Robi, Taneski Bojan, Ahčin Franci, Pavlin Brane, Jerina Andrej, Murnik Filip, Vodan Miro, Zaplotnik Roman-Pale, Marušič Robert, Vorobjov Aleksander, Grašič Gregor, Lalič Dino, Demirovič Enes, Pavlin Miran …

## Igrišče
V letih 1937-1952 je naklanski nogometni klub zamenjal kar sedem lokacij nogometnih igrišč, vse v Naklem, osma lokacija od leta 1952-1974 pa je bil prostor, kjer ima danes sedež Mercator. Leta 1975, po eno letnem nastopanju vseh ekip na pomožnem igrišču v Kranju, je nogometni klub dobil lokacijo ob novi šoli v Naklem, pod manjšim hribčkom imenovanim Štucelj. Tudi to igrišče je nastalo iz travnika in je bilo do sezone 92/93 prizorišče nastopanja naklanskih nogometašev v slovenskem prostoru. V sezoni 92/93 se je članska ekipa zaradi kriterijev NZS morala preseliti v Kranj, kjer je takrat igrala svoje prvenstvene in pokalne tekme, igrišče v Naklem pa jim je še vedno služilo za vse treninge. Sedaj je igrišče ob poslovni stavbi Merkurja v Naklem.